# Agadir Challenger 1995
L'Agadir Challenger 1995 è stato un torneo di tennis facente parte della categoria ATP Challenger Series nell'ambito dell'ATP Challenger Series 1995. Il torneo si è giocato a Agadir in Marocco dal 13 al 19 marzo 1995 su campi in terra rossa.

## Vincitori

### Singolare
Oscar Martinez Dieguez ha battuto in finale  Bohdan Ulihrach con il punteggio di 3–6, 6–3, 6–3

### Doppio
Jordi Burillo /  Francisco Roig hanno battuto in finale  Jordi Arrese /  José Antonio Conde con il punteggio di 6–3, 1–6, 7–6